# Paola Paulin
Paola Paulin (Ciudad de México, 23 de noviembre de 1990) es una actriz de cine, teatro y televisión, modelo y productora colombomexicana, conocida por sus apariciones en películas y series de televisión cómo American Violence (2017), Ballers (2015-2017), Beneath the Mistletoe (2018), The Tax Collector (2020).

## Biografía
Nació en México de padre mexicano y madre colombiana. Pasó varios meses en Estados Unidos para aprender inglés. A la edad de cinco años se trasladó a Medellín, Colombia, donde vivió parte de su niñez.
Desde muy joven, se interesó por las artes como pintura, música y danza. Se trasladó a los diez años a Estados Unidos sola. Comenzó en Miami, luego fue a Nueva York y después a Los Ángeles. Paola se graduó en Gestión Internacional de Empresas y tiene un máster en Márketing. Como parte de sus estudios, fue a la sede de la Organización de los Estados Americanos en Washington, D. C. como una de los veinte estudiantes seleccionados para representar a Colombia.
Tras graduarse, fue contratada por ProColombia, la Oficina Comercial del Gobierno Colombiano, para trabajar en el departamento de Inversiones, y se trasladó a Miami.  Describe la actuación como; "su mayor pasión" y disfruta produciendo también para poder contar historias que ama e involucrar su experiencia en los negocios. Sueña con convertirse en un "puente entre Hollywood y los latinos".
Además de inglés y español, también habla algo de francés, ya que sus abuelos son franceses. Posee triple nacionalidad con Colombia, México y Estados Unidos.

## Carrera
Interpretó a Michelle en la serie de HBO, Ballers, junto a Dwayne Johnson. Entre sus otros papeles están Tax Collector, dirigida por David Ayer y protagonizada por Shia Labeouf. También participó en la película American Violence como Maria, y en el cortometraje llamado Protagonist, ganador del Festival de Cine de Malibú, escrito y dirigido por Eric Roth. Produjo la cinta Birthday Cake con Val Kilmer y Ewan McGregor y On Our Way junto a Jordana Brewster.
Sus programas de televisión en español incluyen trabajos junto a Carlos Ponce, Carlos Vives, y Julio Iglesias.

## Modelaje
En 2012, decidió se une al mundo del modelaje. Poco después de firmar con Elite Model Management, empezó a trabajar como modelo y a pagar sus estudios de interpretación. Empezó en Miami como presentadora de televisión en inglés y español. Modeló en campañas para L'Oréal, Skechers, además de portadas de revistas y comerciales para marcas como Coca Cola, State Farm, Moroccanoil.